# Edomi nyelv
Az edomi nyelv más néven edomita nyelv, idumita nyelv, idumeai nyelv kihalt kánaáni nyelv, amely a héberrel és moábival szoros rokonságban állt. A nyelvet a Krisztus előtti 1. évezredben beszélték a mai Izrael déli és Jordánia délnyugati részén. Kihalásának idejét nem sikerült még behatárolni.
A Bibliában is szerepel Edom népe, sőt a Szentírás eléggé nyilvánvalóan érzékelteti, hogy a zsidók és edomiták azonos gyökerekkel rendelkeznek (Edom ősatya, Ézsau, Ábrahám unokája).
Az edomi nyelvről csekély információk állnak rendelkezésre. A nyelv előbb föníciai majd arámi ábécével íródott (erre az írásra a Kr. e. 6. században tért át). A moábi nyelv héber ábécét használt. A moábihoz hasonlóan az edomi nyelv is megőrizte a nőnemre utaló -t végződést. A nyelvet jelentős arámi és arab hatások is érték, ezzel különül el leginkább a hébertől. Emiatt, miként a moábi nyelv esetében is, bizonyos nyelvészek az edomit csupán a héber egy nyelvjárásának tartják.